# گروه ادیتیا بیرلا
گروه ادیتیا بیرلا (به انگلیسی: Aditya Birla Group) شرکت خوشه‌ای هندی است، که در حوزه‌های تولید سیمان، پارچه، مواد شیمیایی، استخراج معادن و فلزات، تولید برق از انرژی بادی و عایق‌های الکتریکی، ارائه خدمات مالی و فناوری اطلاعات، کشاورزی تجاری، مخابرات و خرده‌فروشی فعالیت می‌کند.
گروه ادیتیا بیرلا در سال ۱۸۵۷ توسط ست شیو نارایان بیرلا تأسیس شد و در حال حاضر پس از گروه تاتا و ریلاینس سومین شرکت خوشه‌ای هند می‌باشد.
دفتر مرکزی این شرکت در شهر بمبئی، هند قرار دارد. خانواده بیرلا مالک گروه ادیتیا بیرلا می‌باشد و کومار بیرلا، سهام‌دار اصلی آن محسوب می‌شود. از شرکت‌های زیرمجموعه این گروه می‌توان به هندالکو، صنایع گراسیم، آدیتیا بیرلا فشن و اولتراتک سمنت اشاره کرد.